# Président de la Chambre des représentants du Japon
 (août 2016).
Si vous disposez d'ouvrages ou d'articles de référence ou si vous connaissez des sites web de qualité traitant du thème abordé ici, merci de compléter l'article en donnant les références utiles à sa vérifiabilité et en les liant à la section « Notes et références ».
Au Japon, le président de la Chambre des représentants (衆議院 議長, Shūgi'in gichō) est la personnalité qui préside la chambre basse de la Diète. L'actuel président est Fukushirō Nukaga, membre du Parti libéral-démocrate, élu le 20 octobre 2023.

## Mode d'élection

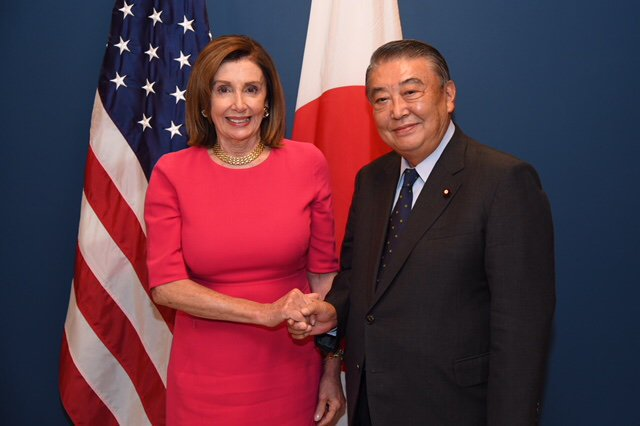
Rencontre à Brest au Parlement du G7 entre Tadamori Oshima et Nancy Pelosi

Les membres de la Chambre des représentants élisent en leur sein, pour un mandat équivalent à la durée de la législature (soit 4 ans ou moins si la chambre est dissoute), un président et un vice-président, à bulletin secret et éventuellement par deux tours de scrutin.

## Rôle
Il dirige les séances de la Chambre des représentants ainsi que celles des assemblées communes des deux chambres de la Diète. Il accorde ainsi le droit de parole aux députés et est également responsable du maintien de l’ordre au cours des séances, et peut punir les membres de l’Assemblée qui n’en respectent pas les règles. Il participe à l'établissement de l'ordre du jour et est consulté par le Premier ministre lorsque celui-ci désire convoquer une session extraordinaire du Parlement. Conventionnellement, le président de la Chambre des représentants n’est pas partisan et renonce à toute affiliation avec son ancien parti politique lorsqu’il entre en fonction.

## Vice-président
Le vice-président de la Chambre des représentants (衆議院 副議長, Shūgi'in fukugichō) supplée le président et dirige les séances plénières de l'assemblée en absence de ce dernier. Lui aussi abandonne officiellement toute appartenance à un parti ou groupe politique.
L'actuel vice-président depuis le 10 novembre 2021 est Banri Kaieda, membre du Parti démocrate du Japon (PDJ).

## Listes des présidents
Les présidents successifs de la Chambre des représentants depuis 1890 ont été :
- sous le régime de la Constitution Meiji (1890-1947) :

1. 29 novembre 1890 - 25 décembre 1891 : Nakashima Nobuyuki (Parti réformiste constitutionnel)
2. 2 mai 1892 - 13 décembre 1893 : Hoshi Tōru (Parti libéral constitutionnel)
3. 13 décembre 1893 - juin 1896 : Kusumoto Masataka (Club uni puis Parti progressiste constitutionnel puis Parti progressiste)
4. 25 décembre 1896 - 25 décembre 1897 : Hatoyama Kazuo (Parti progressiste)
5. 19 mai 1898 - 5 décembre 1903 : Kataoka Kenkichi (Parti constitutionnel puis Rikken Seiyūkai)
6. 5 - 11 décembre 1903 : Kōno Hironaka (Rikken Seiyūkai)
7. 20 mars 1904 - 7 janvier 1906 : Matsuda Masahisa (Rikken Seiyūkai)
8. 7 janvier 1906 - 26 mars 1908 : Sugita Tei'ichi (Rikken Seiyūkai)
9. 25 décembre 1908 - 30 août 1911 : Hazeba Sumitaka (1re fois, Rikken Seiyūkai)
10. 27 décembre 1911 - 6 mars 1914 : Ōoka Ikuzō (1re fois, Rikken Seiyūkai)
11. 6 - 15 mars 1914 : Hazeba Sumitaka (2e fois, Rikken Seiyūkai)
12. 15 mars - 25 décembre 1914 : Okushige Saburō (1re fois, Rikken Seiyūkai)
13. 20 mai 1915 - 25 janvier 1917 : Shimada Saburō (Rikken Dōshikai puis Kenseikai)
14. 23 juin 1917 - 26 février 1920 : Ōoka Ikuzō (2e fois, Rikken Seiyūkai)
15. 29 juin 1920 - février 1923 : Okushige Saburō (2e fois, Rikken Seiyūkai)
16. février 1923 - 25 mars 1927 : Kasuya Yoshimi (Rikken Seiyūkai)
17. 4 mai 1927 - 21 janvier 1928 : Shigeru Morita (Kenseikai puis Rikken Minseitō)
18. 23 avril 1928 - mars 1929 : Motoda Hajime (Rikken Seiyūkai)
19. mars - 19 mai 1929 : Kawahara Mosuke (Rikken Seiyūkai)
20. 26 décembre 1929 - 21 janvier 1930 : Horikiri Zenbē (Rikken Seiyūkai)
21. 23 avril 1930 - 1931 : Fujisawa Ikunosuke (Rikken Minseito)
22. 26 décembre 1931 - 21 janvier 1932 : Nakamura Keijirō (Rikken Minseito)
23. 20 mars 1932 - 13 décembre 1934 : Akita Kiyoshi (Rikken Seiyūkai)
24. 26 décembre 1934 - 21 janvier 1936 : Hamada Kunimatsu (Rikken Seiyūkai)
25. 4 mai 1936 - 21 mars 1937 : Tomita Kōjirō (Rikken Minseito)
26. 25 juillet 1937 - décembre 1941 : Oyama Shōju (Rikken Minseito puis Taisei Yokusankai)
27. 26 décembre 1941 - 29 avril 1942 : Tago Kazutami (Taisei Yokusankai)
28. 27 mai 1942 - 9 juin 1945 : Okada Tadahiko (Yokusan Seijikai puis Tai Nihon Seijikai)
29. 9 juin - 18 décembre 1945 : Shimada Toshio (Tai Nihon Seijikai puis Parti progressiste du Japon ou PPJ)
30. 16 mai - 23 août 1946 : Senzō Higai (Parti libéral)
31. 24 août 1946 - 31 mars 1947 : Takeshi Yamazaki (Parti libéral)

- sous le régime de la Constitution actuelle (depuis 1947) :

1. 21 mai 1947 - 23 décembre 1948 : Komakichi Matsuoka (Parti socialiste japonais PSJ - Aile droite)
2. 11 février 1949 - 10 mars 1951 : Kijūrō Shidehara (Parti démocrate-libéral PDL puis Parti libéral)
3. 13 mars 1951 - 1er août 1952 : Jōji Hayashi (Parti libéral)
4. 26 août 1952 - 14 mars 1953 : Banboku Ōno (Parti libéral)
5. 18 mai 1953 - 10 décembre 1954 : Yasujirō Tsutsumi (Parti réformateur puis Parti démocrate)
6. 11 décembre 1954 - 24 janvier 1955 : Tō Matsunaga (Parti démocrate)
7. 18 mars 1955 - 25 avril 1958 : Shūji Masutani (Parti libéral puis Parti libéral-démocrate PLD - Faction Ikeda)
8. 11 juin - 13 décembre 1958 : Nirō Hoshijima (PLD - Faction Kichi)
9. 13 décembre 1958 - 1er février 1960 : Ryōgorō Katō (PLD - Faction Ishii)
10. 1er février 1960 - 23 octobre 1963 : Ichirō Kiyose (PLD - Faction Miki)
11. 7 décembre 1963 - 20 décembre 1965 : Naka Bunada (1re fois, PLD - Faction Ōno)
12. 20 décembre 1965 - 3 décembre 1966 : Kikuichirō Yamaguchi (PLD - ex-Faction Kōno)
13. 3 - 27 décembre 1966 : Kentarō Ayabe (PLD - Faction Fujiyama ex-Kichi)
14. 15 février 1967 - 16 juillet 1969 : Mitsujirō Ishii (PLD - Faction Ishii)
15. 16 juillet - 2 décembre 1969 : Takechiyo Matsuda (PLD - ex-Faction Mori)
16. 14 janvier 1970 - 13 novembre 1972 : Naka Bunada (2e fois, PLD - Faction Bunada ex-Ōno)
17. 22 décembre 1972 - 29 mai 1973 : Umekichi Nakamura (PLD - Faction Nakasone)
18. 29 mai 1973 - 9 décembre 1976 : Shigesaburō Maeo (PLD - Faction Ōhira ex-Ikeda)
19. 24 décembre 1976 - 1er février 1979 : Shigeru Hori (PLD - Faction Fukuda)
20. 1er février 1979 - 19 mai 1980 : Hirokichi Nadao (PLD - Sans faction)
21. 17 juillet 1980 - 28 novembre 1983 : Hajime Fukuda (PLD - ex-Faction Funada ex-Ōno)
22. 26 décembre 1983 - 24 janvier 1985 : Kenji Fukunaga (PLD - Faction Suzuki ex-Ōhira ex-Ikeda)
23. 24 janvier 1985 - 2 juin 1986 : Michita Sakata (PLD - Sans faction)
24. 22 juillet 1986 - 2 juin 1989 : Kenzaburō Hara (PLD - Faction Nakasone)
25. 2 juin 1989 - 24 janvier 1990 : Hajime Tamura (PLD - Faction Takeshita)
26. 27 février 1990 - 18 juin 1993 : Yoshio Sakurauchi (PLD - Faction Watanabe ex-Nakasone)
27. 6 août 1993 - 27 septembre 1996 : Takako Doi (PSJ puis Parti social-démocrate ou PSD)
28. 7 novembre 1996 - 2 juin 2000 : Sōichirō Itō (PLD - ex-Faction Kōmoto ex-Miki)
29. 4 juillet 2000 - 10 octobre 2003 : Tamisuke Watanuki (PLD - Faction Hashimoto ex-Takeshita)
30. 19 novembre 2003 - 21 juillet 2009 : Yōhei Kōno (PLD - Faction Kōno puis Asō)
31. 16 septembre 2009 - 16 novembre 2012 : Takahiro Yokomichi (Parti démocrate du Japon (PDJ) - Yokomichi ex-PSD)
32. 26 décembre 2012 - 24 décembre 2014 : Bunmei Ibuki (PLD - Faction Ibuki puis Nikai)
33. 24 décembre 2014 - 21 avril 2015 : Nobutaka Machimura (PLD - Faction Machimura puis Hosoda)
34. 21 avril 2015 - 14 octobre 2021 : Tadamori Ōshima (PLD)
35. 10 novembre 2021 - 20 octobre 2023 : Hiroyuki Hosoda (PLD)
36. depuis le 20 octobre 2023 : Fukushirō Nukaga (PLD)

## Prérogatives

### Bureau
Le bureau du président, adossé à une salle de réception réservée à ce dernier lorsqu'il rencontre des personnalités et notamment les chefs d'État étrangers, ainsi que le bureau du vice-président sont situés directement derrière la salle des séances, au 1er étage de l'aile sud (ou gauche) du Palais de la Diète, au 1-7-1 Nagata-chō, Chiyoda-ku, Tōkyō-to.

### Résidence officielle du président de la Chambre des représentants

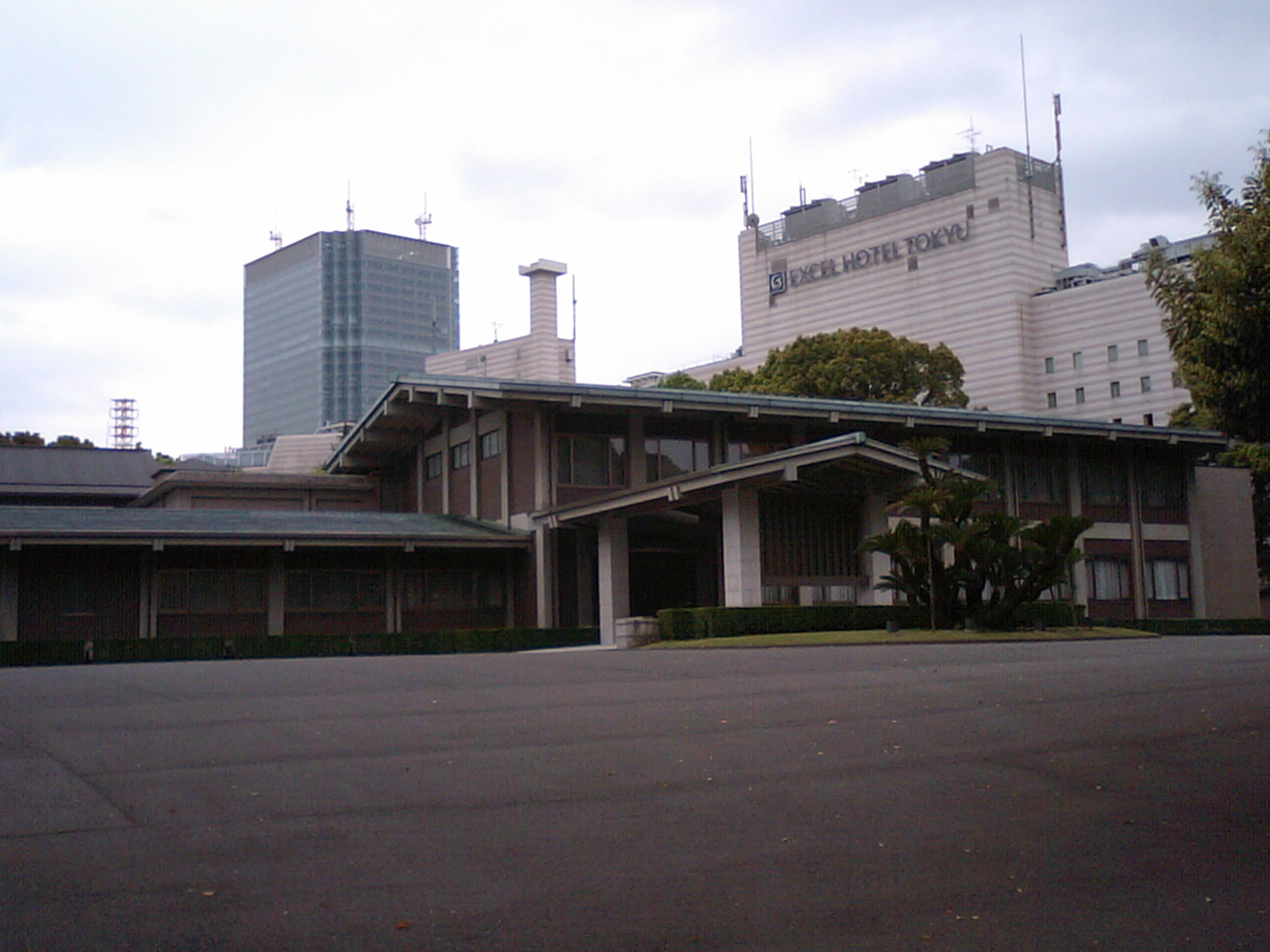
Résidence officielle du président de la Chambre des représentants

Le président de la Chambre des représentants dispose d'une résidence officielle appartenant à l'État, voisine de celle du président de la Chambre des conseillers au nord-ouest du Palais de la Diète et au bord de la route 246. Son adresse officielle est le 2-18-1 Nagata-chō, Chiyoda-ku, Tōkyō-to.